# Кавальканти (род)
Кавальканти (итал. Cavalcanti) — старая и влиятельная флорентийская династия. Нынешний глава семьи — Николо Кавальканти (итал. Nicolò Cavalcanti).

## История

### Происхождение
Кавальканти были родом из Вольтерры, позже были известны как Кастелло ди Либбьяно из долины реки Чечина и Монтекальви из верхней долины реки Арно; однако происхождение их богатства почти наверняка было торговым.
Обосновавшись во Флоренции, Кавальканти были семьёй первого круга и консульской семьёй: Кавальканте деи Кавальканти был консулом в 1176 году, а его сын Альдобрандино был одним из двенадцати консулов в 1204 году..

## Борьба между гвельфами и гибеллинами

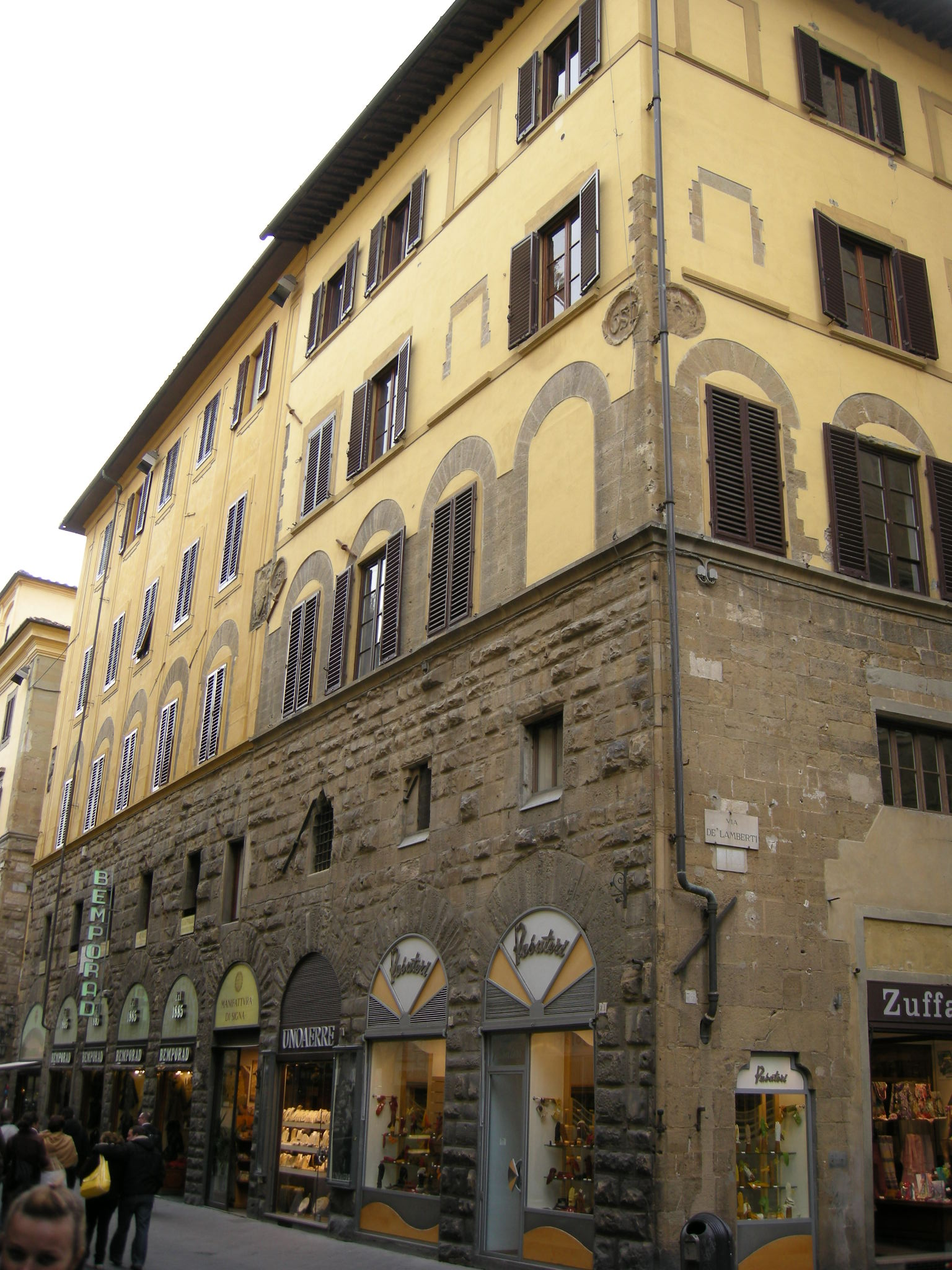
Палаццо деи Кавальканти на Виа деи Кальцауоли во Флоренции

На протяжении XIII века Кавальканти были одной из самых влиятельных флорентийских семей. Согласно традиции гвельфов, они играли важную роль в борьбе между гвельфами и гибеллинами: в 1246 году именно Кавальканти и Адимари возглавили фракцию гвельфов. Они были одной из самых богатых флорентийских семей и многие из них играли важную роль в жизни Республики. Кавальканти владели многочисленными домами, магазинами и складами. После битвы при Монтаперти, в котором они участвовали и которая привела к кратковременному доминированию гибеллинов в Тосканском регионе, Кавальканти понесли значительный ущерб от рук гибеллинов и по возвращении гвельфов смогли получить компенсацию в размере более 3000 лир.
По возвращении во Флоренцию Кавальканти продолжали играть очень важную роль: в Совете 1278 года было сразу девять Кавальканти. Альдобрандино Кавальканти был доминиканским приором базилики Санта-Мария-Новелла и епископом Орвието. Члены семьи также отмечены среди гвельфов, поклявшихся в мире с кардиналом Латино.
15 января 1293 года в интересах «старших цехов» был принят первый в Европе антифеодальный закон — «Установления справедливости». После этого Кавальканти, объявленные магнатами, были исключены из руководства муниципалитета. Их политический конец наступил во время разделения гвельфов на белых и черных, когда Кавальканти приняли сторону белых, которые в итоге были побеждены.
В 1300 году известный поэт «нового стиля» Гвидо Кавальканти, друг и соратник Данте Алигьери, был приговорён к изгнанию (некоторых лидеров обеих партий было решено выслать, чтобы подавить беспорядки, среди них оказался и Гвидо) и вскоре умер. Тяжелое для Кавальканти положение было усугублено экономической катастрофой из-за пожара, в результате которого были уничтожены многие их дома, магазины и склады.

### Ренессанс

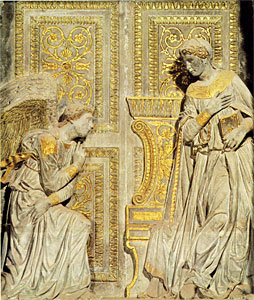
Донателло, «Благовещение Кавальканти», около 1435 года, базилика Санта-Кроче, Флоренция

В XIV веке законы против магнатов отодвинули эту семью на совершенно второстепенную роль.
Между 1361 и 1380 годами часть Кавальканти отказались от агнации (родства) и гербов предков, прося сделать их выходцами из простонародья. Таким образом, некоторые Кавальканти изменили свою фамилию на Каваллески, Малатести, Чамполи, Каваллерески или Пополани.
Кавальканти, наконец, смогли вернуть своё положение в 1434 году. Козимо Старый, пытаясь укрепить свою власть, также стремился к союзу с некоторыми семьями магнатов, в том числе с Кавальканти, предлагая взамен государственные должности. Таким образом, Кавальканти снова смогли получать деньги за службу Республике. Так, 13 раз члены семьи входили в число Приоров Республики. Джиневра де Кавальканти вышла замуж за брата Козимо, Лоренцо Пополано, и, возможно, благодаря заступничеству Медичи в те годы у них была часовня в Санта-Кроче (ныне утраченная), украшенная знаменитым «Благовещением», созданным Донателло и считавшимся одним из его главных шедевров.
Часть Кавальканти в XIV веке переселились в Неаполь. Другая ветвь, также в XIV веке, переехала в Венето в городе Серравалле (Витторио-Венето), дав начало семье Казони, входившей в Дворянский совет этого города (из этой семьи происходил Гвидо Казони, видный учёный XVII века, рыцарь ордена Святого Марка). В конце 1560 года в Бразилию (Пернамбуку) перебрался Филиппо Кавальканти, сына Джованни Кавальканти (известного торговца и друга Генриха VIII Тюдора) и Джиневры Манелли.

### Великое герцогство
Когда Республика пала и сменилась монархией, в роду Кавальканти было три сенатора Великого герцогства Тоскана, а также рыцари Санто-Стефано и Мальтийского ордена.

### В Бразилии
Часть Кавальканти поселилась на севере Португалии: оттуда часть из них перебралась в Бразилию, в Ресифи. По этой причине фамилия Кавальканти получила распространение в Бразилии, включая некоторых выдающихся личностей, таких как кардинал Жоакин Арковерди де Альбукерки Кавальканти, первый в истории бразильский кардинал и первый кардинал из Латинской Америки, и художник-модернист Эмилиану ди Кавальканти.

## Известные представители
- Альдобрандино Кавальканти[итал.] (1217—1279) — католический епископ.
- Кавальканте деи Кавальканти[итал.] (1220—1280) — философ-эпикуреец, живший в позднем средневековье, отец Гвидо Кавальканти.
- Гвидо Кавальканти (1259—1300) — философ и поэт, друг Данте и до него считался главой флорентийских поэтов.
- Джованни Кавальканти (1381—1451) — историк-гуманист и политик, член Платоновской академии во Флоренции.
- Астольдо ди Томмазо Кавальканти (итал. Astoldo di Tommaso Cavalcanti) — участник неудавшегося заговора Пандольфо Пуччи против Козимо I в 1559 году.
- Кавальканти, Бартоломео (1503—1562) — итальянский писатель XVI века
- Франческо Антонио Кавальканти[итал.] (1695—1748) — католический архиепископ.
- Ипполито Кавальканти[итал.], герцог Буонвичино (1787—1859) — итальянский повар и писатель, из неаполитанской ветви.

## Родство
Кавальканти были связаны со всеми наиболее важными семьями Флоренции, а также с семьями гибеллинов, такими как Ламберти и Амидеи, вместе с которым они тщетно пытались восстановить гармонию в городе.

## Захоронения
Во Флоренции Кавальканти были захоронены в основном в базилике Санта-Мария-Новелла, но также членов семьи хоронили в Санти-Симоне и Санта-Мария-сопра-Порта. 